# Взвешенная справедливая очередь
Взвешенная справедливая очередь (англ. Weighted fair queuing, WFQ) — механизм планирования пакетных потоков данных с различными приоритетами. Его целью является регулировать использования одного канала передачи данных несколькими конкурирующими потоками. В данном случае под потоком понимается очередь пакетов данных.
Это обобщение алгоритма честных планировщиков (англ. Fair Queuing) (FQ). Оба планировщика имеют отдельные FIFO-очереди для каждого потока данных. Так, если канал со скоростью {\displaystyle R} используется для {\displaystyle N} потоков, то скорость обработки каждого из них будет {\displaystyle R/N} при использовании честного планировщика. Честный планировщик с приоритетными коэффициентами позволяет регулировать долю каждого потока. Если имеется {\displaystyle N} активных потоков, с приоритетами {\displaystyle w_{1},w_{2}...w_{N}}, то {\displaystyle i}-й поток будет иметь скорость {\displaystyle {\frac {Rw_{i}}{(w_{1}+w_{2}+...+w_{N})}}}.

## Теория
Каждому пришедшему пакету {\displaystyle p_{i}^{k}} присваивается виртуальное время начала {\displaystyle S_{i}^{k}} и конца обработки {\displaystyle F_{i}^{k}}, где {\displaystyle k} — это номер пакета, а i — номер потока. Время начала и конца вычисляются по следующим формулам:
{\displaystyle S(k,i)=max(F(k-1,i),V(a(k,i)))}
{\displaystyle F(k,i)=S(k,i)+L(k,i)/r(i)}, {\displaystyle F(0,i)=0}
где {\displaystyle a(k,i)} и {\displaystyle L(k,i)} — время прихода и длина пакета соответственно.
{\displaystyle V(t)} — виртуальная функция времени, которая определяется как {\displaystyle dV(t)/dt={\frac {1}{\Sigma r_{j}}}}, где j — все активные сессии, r — скорость j-го канала.

## Пример
Пусть у нас есть три очереди: первые две с приоритетом 1 и третья имеет приоритет 2. С самого начала мы имеем 1 пакет в первой, два во второй и 5 в третьей. Пусть все пакеты одинакового размера.
| {\displaystyle V(t)} | {\displaystyle dV(t)} | {\displaystyle N_{1}} | {\displaystyle S_{1}} | {\displaystyle F_{1}} | {\displaystyle N_{2}} | {\displaystyle S_{2}} | {\displaystyle F_{2}} | {\displaystyle N_{3}} | {\displaystyle S_{3}} | {\displaystyle F_{3}} |
| -------------------- | --------------------- | --------------------- | --------------------- | --------------------- | --------------------- | --------------------- | --------------------- | --------------------- | --------------------- | --------------------- |
| 0                    | 1/4                   | 1                     | 0                     | 1                     | 2                     | 0                     | 1                     | 5                     | 0                     | 1/2                   |
| 1/4                  | 1/4                   | 1                     | 0                     | 1                     | 2                     | 0                     | 1                     | 4                     | 0                     | 1                     |
| 1/2                  | 1/4                   | 1                     | 0                     | 1                     | 2                     | 0                     | 1                     | 3                     | 0                     | 1.5                   |
| 3/4                  | 1/4                   | 1                     | 0                     | 1                     | 1                     | 0                     | 1                     | 3                     | 0                     | 1.5                   |
| 1                    | 1/3                   | 0                     | —                     | —                     | 1                     | 1                     | 2                     | 3                     | 1                     | 1.5                   |
| 1 1/3                | 1/3                   | 0                     | —                     | —                     | 1                     | 1                     | 2                     | 2                     | 1                     | 2                     |
| 1 2/3                | 1/3                   | 0                     | —                     | —                     | 1                     | 1                     | 2                     | 1                     | 1                     | 2.5                   |
| 1 2/3                | 1/3                   | 0                     | —                     | —                     | 0                     | —                     | —                     | 1                     | 1                     | 2.5                   |